# Okres Žďár nad Sázavou
Žďár nad Sázavou (Duits: Saar) is een district (Tsjechisch: Okres) in de Tsjechische regio Vysočina. De hoofdstad is Žďár nad Sázavou. Het district bestaat uit 174 gemeenten (Tsjechisch: Obec). Sinds 1 januari 2007 horen de gemeenten Oslavička en Tasov (eerst Okres Třebíč) en Meziříčko (eerst okres Jihlava) bij dit district.

## Lijst van gemeenten
De obce (gemeenten) van de okres Žďár nad Sázavou. De vetgedrukte plaatsen hebben stadsrechten. De cursieve plaatsen zijn steden zonder stadsrechten (zie: vlek).
Baliny - Blažkov - Blízkov - Bobrová - Bobrůvka - Bohdalec - Bohdalov - Bohuňov - Borovnice - Bory - Březejc - Březí - Březí nad Oslavou - Březské - Budeč - Bukov - Bystřice nad Pernštejnem - Býšovec - Cikháj - Černá - Dalečín - Daňkovice - Dlouhé - Dobrá Voda - Dolní Heřmanice - Dolní Libochová - Dolní Rožínka - Fryšava pod Žákovou horou - Hamry nad Sázavou - Herálec - Heřmanov - Hodíškov - Horní Libochová - Horní Radslavice - Horní Rožínka - Chlumek - Chlumětín - Chlum-Korouhvice - Jabloňov - Jámy - Javorek - Jimramov - Jívoví - Kadolec - Kadov - Karlov - Kněževes - Koroužné - Kotlasy - Kozlov - Krásné - Krásněves - Křídla - Křižánky - Křižanov - Křoví - Kuklík - Kundratice - Kyjov - Lavičky - Lhotka - [[Lísek (Žďár nad Sázavou)|Lísek]] - Líšná - Malá Losenice - Martinice - Matějov - Měřín - Meziříčko - Milasín - Milešín - Mirošov - Moravec - Moravecké Pavlovice - Netín - Nížkov - Nová Ves - Nová Ves u Nového Města na Moravě - Nové Dvory - Nové Město na Moravě - Nové Sady - Nové Veselí - Nový Jimramov - Nyklovice - Obyčtov - Ořechov - Oslavice - Oslavička - Osová Bítýška - Osové - Ostrov nad Oslavou - Otín - Pavlínov - Pavlov - Petráveč - Pikárec - Písečné - Počítky - Poděšín - Podolí - Pokojov - Polnička - Prosetín - Račice - Račín - Radenice - Radešín - Radešínská Svratka - Radkov - Radňoves - Radňovice - Radostín - Radostín nad Oslavou - Rodkov - Rosička - Rousměrov - Rovečné - Rozseč - Rozsochy - Rožná - Ruda - Rudolec - Řečice - Sázava - Sazomín - Sejřek - Sirákov - Sklené - Sklené nad Oslavou - Skorotice - Skřinářov - Sněžné - Spělkov - Strachujov - Stránecká Zhoř - Strážek - Střítež - Sulkovec - Světnov - Sviny - Svratka - Škrdlovice - Štěpánov nad Svratkou - Tasov - Tři Studně - Ubušínek - Uhřínov - Ujčov - Újezd - Unčín - Vatín - Věcov - Věchnov - Velká Bíteš - Velká Losenice - Velké Janovice - Velké Meziříčí - Velké Tresné - Vepřová - Věstín - Věžná - Vídeň - Vidonín - Vír - Vlachovice - Vlkov - Vojnův Městec - Vysoké - Záblatí - Zadní Zhořec - Znětínek - Zubří - Zvole - Ždánice - Žďár nad Sázavou
Havlíčkův Brod · Jihlava · Pelhřimov · Třebíč · Žďár nad Sázavou